# Ralbitz-Rosenthal
Ralbitz-Rosenthal (Sorbisch: Ralbicy-Róžant) is een gemeente en plaats in de Duitse deelstaat Saksen. De gemeente maakt deel uit van het Landkreis Bautzen.
Ralbitz-Rosenthal telt 1.709 inwoners.
De gemeente ligt in het officiële woongebied van de Sorben.

## Plaatsen in de gemeente Ralbitz-Rosenthal
- Cunnewitz (Konjecy)
- Gränze (Hrańca)
- Laske (Łazk)
- Naußlitz (Nowoslicy)
- Neu-Schmerlitz (Bušenka)
- Ralbitz (Ralbicy)
- Rosenthal (Róžant)
- Schmerlitz (Smjerdźaca)
- Schönau (Šunow)
- Zerna (Sernjany)

Arnsdorf ·
Bautzen ·
Bernsdorf ·
Bischofswerda ·
Burkau ·
Crostwitz ·
Cunewalde ·
Demitz-Thumitz ·
Doberschau-Gaußig ·
Elsterheide ·
Elstra ·
Frankenthal ·
Göda ·
Großdubrau ·
Großharthau ·
Großnaundorf ·
Großröhrsdorf ·
Großpostwitz ·
Haselbachtal ·
Hochkirch ·
Hoyerswerda ·
Kamenz ·
Königsbrück ·
Königswartha ·
Kubschütz ·
Lauta ·
Laußnitz ·
Lichtenberg ·
Lohsa ·
Malschwitz ·
Nebelschütz ·
Neschwitz ·
Neukirch ·
Neukirch/Lausitz ·
Obergurig ·
Ohorn ·
Ottendorf-Okrilla ·
Oßling ·
Panschwitz-Kuckau ·
Pulsnitz ·
Puschwitz ·
Räckelwitz ·
Radeberg ·
Radibor ·
Ralbitz-Rosenthal ·
Rammenau ·
Schirgiswalde-Kirschau ·
Schmölln-Putzkau ·
Schwepnitz ·
Schönteichen ·
Sohland an der Spree ·
Spreetal ·
Steina ·
Steinigtwolmsdorf ·
Wachau ·
Weißenberg ·
Wiednitz ·
Wilthen ·
Wittichenau